# Sahl ibn Bischr
Sahl ibn Bischr al-Tabari(stani), auch Sahl ibn Bishr (al-Israili),Sahl ben Bischr (arabisch سهل بن بشر), Sahl al-Tabari oder Rabbi aus Tabaristan (Rabban al-Tabari), Vorname auch Saul, auch als Za(c)hel oder Zael, Cheel sowie Thetel, Zethel und Techel sowie Techellus bekannt, (erste Hälfte des 9. Jahrhunderts; nachweisbar ab 823) war ein persischer Astrologe, Astronom, Arzt und Mathematiker aus Tabaristan, der in Bagdad (heute in Irak) wirkte. Er war Jude und der Vater des berühmten Wissenschaftlers und Arztes Ali ibn Sahl Rabban al-Tabari (Ali bin Radha al-Tabari), der zum Islam konvertierte. Sahl ibn Bischr ist der Verfasser einiger für das Frühmittelalter wichtiger astrologischer Abhandlungen, die in der griechischen astrologischen Tradition (wie Dorotheos von Sidon) standen.
Nach Viktor Stegemann war er ein Bediensteter von al-Hasan (al-Ḥasan ibn Sahl, gest. 850), dem Bruder von al-Fadl ibn Sahl und Berater des Kalifen al-Ma´mun in Chorasan und lebte um 785 bis möglicherweise 845.
Insbesondere sein Buch Über Wahlen war im Mittelalter und der Renaissance sehr populär und einflussreich. Es behandelt den astrologische Themenkomplex, wann der geeignete Zeitpunkt für geplante Handlungen ist.
Er war auch Autor eines Buches über Algebra.
Sahl ibn Bischr soll als erster den Almagest des Ptolemäus ins Arabische übersetzt haben. Die Übersetzung ist nicht erhalten und deren Existenz von anderen bezweifelt. Allerdings gab es mindestens eine frühe arabische und eine syrische Übersetzung vor der ersten erhaltenen Übersetzung von al-Haddschadsch ibn Yusuf ibn Matar, die zwar nicht erhalten sind, aus denen aber Zitate bekannt sind.

## Werke
Seine astrologischen Werke bestehen aus fünf Büchern, die in lateinischer Übersetzung in mindestens 50 Manuskripten und in sieben Druckausgaben von 1484 bis 1551 vorhanden sind. Der Übersetzer ist unbekannt, die Übersetzungen bestanden aber schon im 12. Jahrhundert.
- Introductorium (Einführung)
- Quinquaginta precepta (Fünfzig Gesetze)
- De Interrogationibus (Über Fragen)
- De Electionibus (Das Buch der Wahlen)
- Liber temporum (Buch über Zeiten)

Nach Viktor Stegemann sind die Übersetzer unbekannt, er vermutet aber einen der bekannten Übersetzer des 12. Jahrhunderts Hermann von Carinthia, Plato von Tivoli, Johannes Hispalensis. Benjamin Dykes spricht sich dem Stil nach für Johannes Hispalensis aus, der auch als professioneller Übersetzer arabischer Texte zur Astrologie einen Namen hatte.
Ein sechstes Buch über Astrologie, die Fatidica (Prophezeiungen), sind in einer Übersetzung von Hermann von Carinthia von 1138 erhalten (Manuskript in der Cambridge University Library).
Auf Sahl ibn Bischr geht wahrscheinlich auch ein Lapidarius compendiosus Liber Sigillorum, eine auch als „Steinbuch“ bezeichnete Schrift in der von in Steine eingravierten Figuren die Rede ist. Er beschreibt darin magische Wirkungen von als Amulette dienenden geschnittenen Steinen und Gemmen.
Einige seiner Bücher wurden auch in Arabisch überliefert, darunter:
- Ahkam fi al-Nujum (Die Gesetze der Astrologie)
- Kitab al-ikhtiyarat 'ala al-buyut al-ithnai 'ashar (Das Buch der Wahlen, den zwölf Häusern (Tierkreis) entsprechend)
- al-Masa'il al-Nujumiyah (Die Astrologischen Probleme)

## Ausgaben
- Benjamin N. Dykes (Übersetzer und Herausgeber): Works of Sahl and Masha´allah. Cazimi Press, 2008 (Werke von Sahl ibn Bischr und Māschā'allāh bin Atari in englischer Übersetzung mit ausführlicher Einleitung, von Sahl ibn Bischr: The introduction, The fifty judgements, On Elections, On Questions, On Times; Webseite von Dykes dazu).
- Carol Mary Crofts: Kitāb Al-ik̲tiyārāt ʻalā L-buyūt Al-it̲nai ʻašar by Sahl Ibn Bišr Al-Isrāʼīlī. With Its Latin Translation De Electionibus. Dissertation, Universität Glasgow 1985 (Buch der Wahlen nach den zwölf Häusern, On Elections von ibn Bischr, arabische und lateinische Ausgabe).
- Saul ibn Bishr: The introduction to the science and judgement of the stars. American Federation of Astrology, 2008.

Elektronische Ausgabe beim Warburg Institut mit weiteren bibliographischen Angaben:
- Warburg Institut, Bibliotheca Astrologica